# Olfaktorischer Neglect
Der Olfaktorische Neglect bezeichnet eine relativ selten vorkommende Form des Neglects. Der betroffene Patient kann mit dem Nasenloch auf der betroffenen Körperseite keine Gerüche wahrnehmen.

## Andere Sonderformen des Neglects
- Visueller Neglect – Sehen
- Somatosensibler Neglect – Tastsinn
- Auditorischer Neglect – Hören